# Заруба Костянтин Васильович
Костянти́н Васи́льович Зару́ба (нар. 30 жовтня 1910, Кефаліне — пом. 28 липня 1998, Київ) — український живописець; член Спілки радянських художників України з 1947 року. Заслужений працівник вищої школи УРСР з 1974 року. Чоловік художниці Наталії Заруби, батько художниці Ірини Заруби.

## Біографія
Народився 17 [30] жовтня 1910 року в селищі Кефальному (нині місто Долинська Кропивницького району Кіровоградської області, Україна). Трудову діяльність розпочав робітником на Харківському електромеханічному заводі. Член ВКП(б) з 1932 року. З 1932 року працював у журналі «Перець»: упродовж 1941—1947 — завідувач художнього відділу. У 1933 році навчався на робітфаку Харківського художнього інституту у Івана Шульги. У 1933—1936 роках працював завідувачем художнього відділу, редактором газети «Комсомолець України»; з 1941 року співпрацював із журналом «Барвінок», з київськими видавництвами «Молодь», «Дніпро», «Радянська Україна». Одночасно з роботою протягом 1936—1941 років навчався у Київському художньому інституті.
У Червоній армії з 1941 року. Під час німецько-радянської війни у військовому званні капітана працював художником армійської газети «Знамя Родины». Малював портрети воїнів, бойові епізоди. Нагороджений орденом Червоної Зірки (6 листопада 1945), медалями «За бойові заслуги» (8 листопада 1943), «За оборону Кавказу» (1 травня 1944), «За перемогу над Німеччиною» (9 травня 1945).
У 1945—1947 роках продовжив навчання у Київському художньому інституті. Його викладачами були зокрема Федір Кричевський, Ілля Штільман, Сергій Григор'єв, Володимир Костецький.
Упродовж 1947—1980 років працював у Київському художньому інституті: у 1948—1954 роках — заступником директора з науково-методичної роботи (доцент з 1950 року), у 1960—1970 роках — завідувачем кафедри малюнка, деканом факультету графіки. Читав курси лекцій з архітектурних конструкцій, нарисної геометрії, теорії тіней, перспективи, креслення, спеціальної фізики, теплотехніки, світлотехніки, архітектурної акустики, керував курсовим проєктуванням.  Серед учнів Бородай Галина Василівна, Климонов Володимир Тимофійович, Лопухова Надія Йосипівна, Митрохін Юрій Михайлович, Нестеренко Микола Васильович, Попов Микола Тарасович.
Жив у Києві, в будинку на вулиці Микільсько-Ботанічній, № 14, квартира № 11 та в будинку на Михайлівському провулку, № 4, квартира № 4. Помер у Києві 28 липня 1998 року.

## Творчість
Працював у галузі станкового живопису, писав пейзажі, портрети; станкової (карикатури) і журнальної графіки. Серед робіт:
малюнки
- «Потрет І. Ткаченка» (1944);
- «Портрет Героя Радянського Союзу Григорія Назаровича Гур'янова» (1945);
- «Портрет Героя Соціалістичної Праці Агрипини Антонівни Пармузіної» (1948);
- «Поговоримо про мир» (1970, акварель);

живопис
- «Привели “язика”» (1947);
- «Автопортрет» (1948);
- «Перша листівка» (1949, Національний музей у Львові);
- «Тарас Шевченко з друзями у будинуц Житницьких» (1958, Національний музей Тараса Шевченка);
- «Агітатор» (1954);
- «Конча-Заспа» (1954);
- «Портрет героя громадянської та Великої Вітчизняної воєн генерал-лейтенанта В. Крученкіна» (1965);
- «Токар-арсеналець Г. Царик» (1970-ті);
- «Узлісся» (1970);
- «Десна» (1975);
- «Теплий жовтень» (1975);
- «Спогади» («Партизан-підпільник Н. Петров», 1975);
- «Вхід на козацький цвинтар» (1979);
- «Седнів» (1979);
- «Відлуння Чорнобиля» (1980);
- «Старий офіцер» (1981);
- «Рання осінь» (1984);
- «Старий козацький цвинтар» (1990);
- «Старий сад» (1992);
- «Сонячний день» (1993).

Протягом 1945—1969 років друкував свої карикатури в журналі «Перець», зокрема:
- «Вночі працює, вдень спить» (1957);
- «Вибаглива дитина...» (1962);
- портрети-шаржі.

Брав участь у всеукраїнських, всесоюзних та міжнародних мистецьких виставках з 1947 року. 
Деякі роботи художника роботи зберігаються у Національному музеї історії України у Другій світовій війні.